# William Byron (pilote automobile)
Pour les articles homonymes, voir William Byron (homonymie) et Byron.
Statistiques en NASCAR Cup Series
Dernière mise à jour : 4 aout 2025 
William Byron est un pilote américain de NASCAR né le 29 novembre 1997 à Charlotte dans l'État de Caroline du Nord.

## Carrière
Depuis la saison 2018, il participe au programme complet du championnat de la NASCAR Cup Series au volant de la voiture no 24 de marque Chevrolet Camaro ZL1 au sein de l'écurie Hendrick Motorsports.
Auparavant, il remporte le championnat 2015 de la NASCAR K&N Pro Series East (en) et le trophée 2016 du Sunoco Rookie of the Year (meilleur débutant de la saison) en NASCAR Camping World Truck Series.
L'année suivante, il remporte le titre 2017 de la NASCAR Xfinity Series, lors de son unique saison dans cette catégorie alors qu'il est au volant de la Chevrolet no 9 de l'écurie JR Motorsports. Il se voit à nouveau décerné au terme de cette saison le trophée du Sunoco Rookie of the Year.
Il décroche la pole position du Daytona 500 en 2019 sans toutefois remporter la course de Cup Series. En fin de saison il remporte le trophée 2018 Sunoco Rookie of the Year award.
Le 19 février 2024, il commence la saison 2024 de Cup Series en remportant le Daytona 500. Il récidive en 2025 remportant son deuxième Daytona 500 consécutif.

## Palmarès

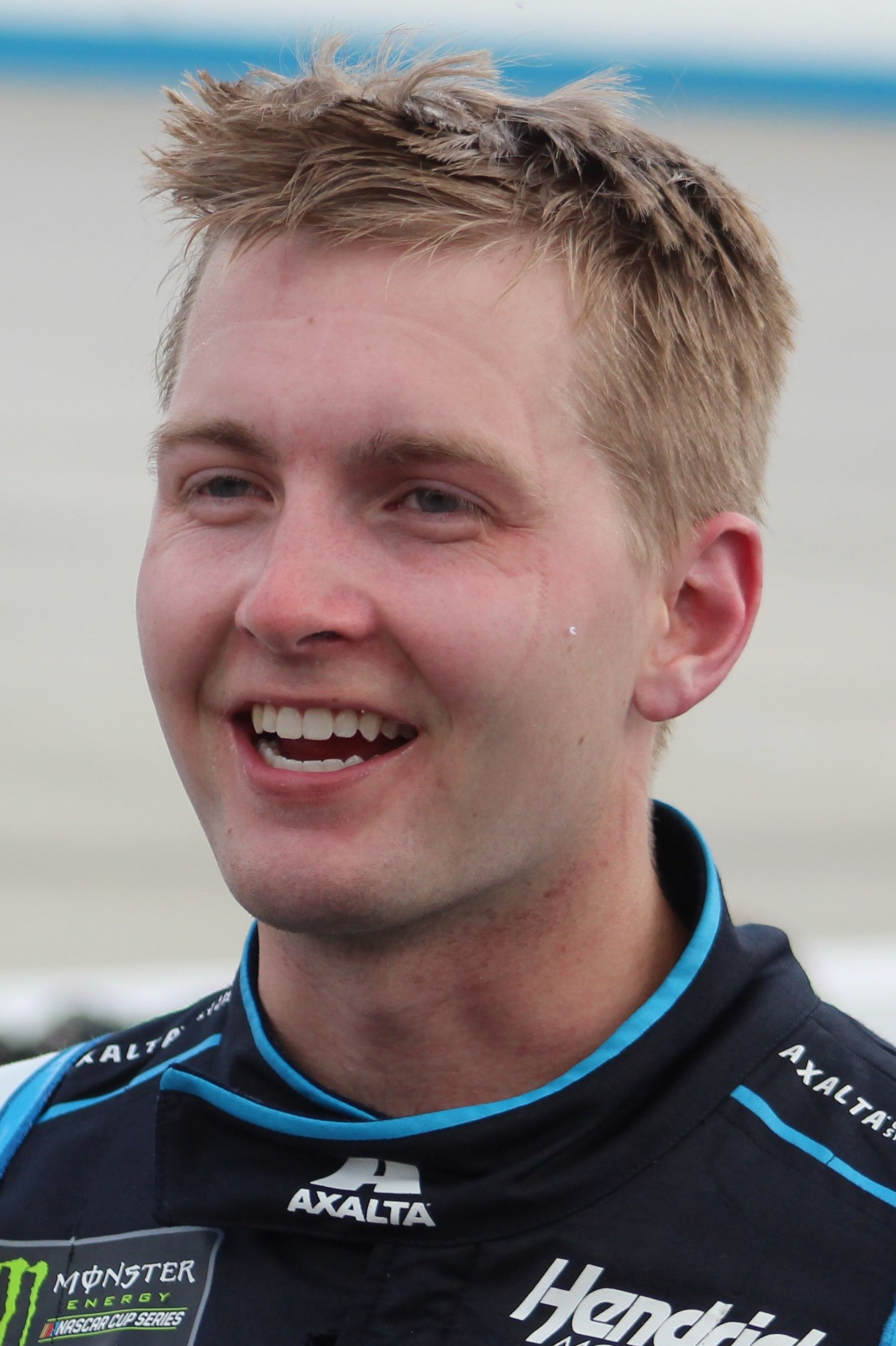
Byron en 2019.

### NASCAR Cup Series
Au 4 août 2025, il a participé à 275 courses en 8 saisons.
- Voiture en 2025 : no 24
- Écurie : Hendrick Motorsports
- Résultat saison 2024: 3e[6]
- Meilleur classement en fin de saison : 3e en 2023 et 2024
- 1re course : Daytona 500 2018 (Daytona)
- Dernière course : Saison 2025 en cours
- Première victoire : Coke Zero Sugar 400 de 2020 (à Daytona)
- Dernière victoire :  Iowa Corn 350 2025 (Iowa)
- Victoire(s) : 15
- Top5 : 62
- Top10 : 116
- Pole position : 15

| Légende  | Légende |
| -------- | --- |
| Gras     | Pole position décerné par temps de qualification.                                                                                         |
| Italique | Pole position gagnés par les points au classement ou du temps d'essais.                                                                   |
| *        | Plus grand nombre de tours menés. |
| 01       | Aucun point de championnat car inéligible pour le titre lors de cette saison (le pilote concourt pour le titre dans une autre catégorie). |
| Résultats en NASCAR Cup Series | Résultats en NASCAR Cup Series | Résultats en NASCAR Cup Series | Résultats en NASCAR Cup Series | Résultats en NASCAR Cup Series | Résultats en NASCAR Cup Series | Résultats en NASCAR Cup Series | Résultats en NASCAR Cup Series | Résultats en NASCAR Cup Series | Résultats en NASCAR Cup Series | Résultats en NASCAR Cup Series | Résultats en NASCAR Cup Series | Résultats en NASCAR Cup Series | Résultats en NASCAR Cup Series | Résultats en NASCAR Cup Series | Résultats en NASCAR Cup Series | Résultats en NASCAR Cup Series | Résultats en NASCAR Cup Series | Résultats en NASCAR Cup Series | Résultats en NASCAR Cup Series | Résultats en NASCAR Cup Series | Résultats en NASCAR Cup Series | Résultats en NASCAR Cup Series | Résultats en NASCAR Cup Series | Résultats en NASCAR Cup Series | Résultats en NASCAR Cup Series | Résultats en NASCAR Cup Series | Résultats en NASCAR Cup Series | Résultats en NASCAR Cup Series | Résultats en NASCAR Cup Series | Résultats en NASCAR Cup Series | Résultats en NASCAR Cup Series | Résultats en NASCAR Cup Series | Résultats en NASCAR Cup Series | Résultats en NASCAR Cup Series | Résultats en NASCAR Cup Series | Résultats en NASCAR Cup Series | Résultats en NASCAR Cup Series | Résultats en NASCAR Cup Series | Résultats en NASCAR Cup Series | Résultats en NASCAR Cup Series | Résultats en NASCAR Cup Series |
| ------------------------------ | ------------------------------ | ------------------------------ | ------------------------------ | ------------------------------ | ------------------------------ | ------------------------------ | ------------------------------ | ------------------------------ | ------------------------------ | ------------------------------ | ------------------------------ | ------------------------------ | ------------------------------ | ------------------------------ | ------------------------------ | ------------------------------ | ------------------------------ | ------------------------------ | ------------------------------ | ------------------------------ | ------------------------------ | ------------------------------ | ------------------------------ | ------------------------------ | ------------------------------ | ------------------------------ | ------------------------------ | ------------------------------ | ------------------------------ | ------------------------------ | ------------------------------ | ------------------------------ | ------------------------------ | ------------------------------ | ------------------------------ | ------------------------------ | ------------------------------ | ------------------------------ | ------------------------------ | ------------------------------ | ------------------------------ |
| Année                          | Équipe                         | No.                            | Constructeur                   | 1                              | 2                              | 3                              | 4                              | 5                              | 6                              | 7                              | 8                              | 9                              | 10                             | 11                             | 12                             | 13                             | 14                             | 15                             | 16                             | 17                             | 18                             | 19                             | 20                             | 21                             | 22                             | 23                             | 24                             | 25                             | 26                             | 27                             | 28                             | 29                             | 30                             | 31                             | 32                             | 33                             | 34                             | 35                             | 36                             | Clas.                          | Pts                            |
| 2018                           | Hendrick Motorsports           | 24                             | Chevrolet                      | DAY 23                         | ATL 18                         | LVS 27                         | PHO 12                         | CAL 15                         | MAR 20                         | TEX 10                         | BRI 18                         | RCH 12                         | TAL 29                         | DOV 14                         | KAN 33                         | CLT 39                         | POC 18                         | MCH 13                         | SON 25                         | CHI 20                         | DAY 32                         | KEN 20                         | NHA 14                         | POC 6                          | GLN 8                          | MCH 36                         | BRI 23                         | DAR 35                         | IND 19                         | LVS 37                         | RCH 20                         | CLT 34                         | DOV 19                         | TAL 20                         | KAN 38                         | MAR 39                         | TEX 16                         | PHO 9                          | HOM 24                         | 23e                            | 587                            |
| 2019                           | Hendrick Motorsports           | 24                             | Chevrolet                      | DAY 21                         | ATL 17                         | LVS 16                         | PHO 24                         | CAL 15                         | MAR 22                         | TEX 6                          | BRI 16                         | RCH 13                         | TAL 21                         | DOV 8                          | KAN 20                         | CLT 9                          | POC 9                          | MCH 18                         | SON 19                         | CHI 8                          | DAY 2                          | KEN 18                         | NHA 12                         | POC 4                          | GLN 21                         | MCH 8                          | BRI 21                         | DAR 21                         | IND 4                          | LVS 7                          | RCH 24                         | CLT 6                          | DOV 13                         | TAL 33                         | KAN 5                          | MAR 2                          | TEX 17                         | PHO 17                         | HOM 39                         | 11e                            | 2275                           |
| 2020                           | Hendrick Motorsports           | 24                             | Chevrolet                      | DAY 40                         | LVS 22                         | CAL 15                         | PHO 10                         | DAR 35                         | DAR 12                         | CLT 20                         | CLT 12                         | BRI 8                          | ATL 33                         | MAR 8                          | HOM 9                          | TAL 11                         | POC 14                         | POC 7                          | IND 27                         | KEN 11                         | TEX 37                         | KAN 10                         | NHA 11                         | MCH 14                         | MCH 12                         | DAY 8                          | DOV 28                         | DOV 4                          | DAY 1                          | DAR 5                          | RCH 21                         | BRI 38                         | LVS 25                         | TAL 4                          | CLT 6*                         | KAN 8                          | TEX 13                         | MAR 35                         | PHO 9                          | 14e                            | 2347                           |
| 2021                           | Hendrick Motorsports           | 24                             | Chevrolet                      | DAY 26                         | DAY 33                         | HOM 1*                         | LVS 8                          | PHO 8                          | ATL 8                          | BRI 6                          | MAR 4                          | RCH 7                          | TAL 2                          | KAN 9                          | DAR 4                          | DOV 4                          | COA 11                         | CLT 4                          | SON 35                         | NSH 3                          | POC 3                          | POC 12                         | ROA 33                         | ATL 20                         | NHA 21                         | GLN 6                          | IND 33                         | MCH 2                          | DAY 37                         | DAR 34                         | RCH 19                         | BRI 3                          | LVS 18                         | TAL 36                         | CLT 11*                        | TEX 2                          | KAN 6                          | MAR 5                          | PHO 17                         | 10e                            | 2306                           |
| 2022                           | Hendrick Motorsports           | 24                             | Chevrolet                      | DAY 38                         | CAL 34                         | LVS 5                          | PHO 18                         | ATL 1*                         | COA 12                         | RCH 3                          | MAR 1*                         | BRI 18                         | TAL 15*                        | DOV 22                         | DAR 13                         | KAN 16                         | CLT 32                         | GTW 19                         | SON 9                          | NSH 35                         | ROA 16                         | ATL 30                         | NHA 11                         | POC 12                         | IND 31                         | MCH 12                         | RCH 11                         | GLN 22                         | DAY 34                         | DAR 8                          | KAN 6                          | BRI 3                          | TEX 7                          | TAL 12                         | CLT 16                         | LVS 13                         | HOM 12                         | MAR 7                          | PHO 6                          | 6e                             | 2378                           |
| 2023                           | Hendrick Motorsports           | 24                             | Chevrolet                      | DAY 34                         | CAL 25                         | LVS 1 *                        | PHO 1 *                        | ATL 32                         | COA 5                          | RCH 24*                        | BRD 13                         | MAR 23                         | TAL 7                          | DOV 4*                         | KAN 3                          | DAR 1 *                        | CLT 2                          | GTW 8                          | SON 14                         | NSH 6                          | CSC 13                         | ATL 1                          | NHA 24                         | POC 14*                        | RCH 21                         | MCH 35                         | IRC 14                         | GLN 1*                         | DAY 8                          | DAR 4                          | KAN 15                         | BRI 9                          | TEX 1                          | TAL 2                          | ROV 2                          | LVS 7                          | HOM 4                          | MAR 13                         | PHO 4                          | 3e                             | 5 033                          |
| 2024                           | Hendrick Motorsports           | 24                             | Chevrolet                      | DAY 1                          | ATL 17                         | LVS 10                         | PHO 18                         | BRI 35                         | COA 1*                         | RCH 7                          | MAR 1*                         | TEX 3                          | TAL 7                          | DOV 33                         | KAN 23                         | DAR 6                          | CLT 3                          | GTW 15                         | SON 30                         | IOW 2                          | NHA 26                         | NSH 19                         | CSC 8                          | POC 4                          | IND 38                         | RCH 13                         | MCH 2                          | DAY 27                         | DAR 30                         | ATL 9                          | GLN 34                         | BRI 17                         | KAN 2                          | TAL 3                          | ROV 3                          | LVS 4                          | HOM 6                          | MAR 6                          | PHO 3                          | 3e                             | 5034                           |
| 2025                           | Hendrick Motorsports           | 24                             | Chevrolet                      | DAY 1                          | ATL 27                         | COA 2                          | PHO 6                          | LVS 4                          | HOM 12                         | MAR 22                         | DAR 2*                         | BRI 6                          | TAL 3                          | TEX 13                         | KAN 24                         | CLT 2*                         | NSH 5                          | MCH 28*                        | MXC 9                          | POC 27                         | ATL 37                         | CSC 40                         | SON 8                          | DOV 32                         | IND 16                         | IOW 1*                         | GLN                            | RCH                            | DAY                            | DAR                            | GTW                            | BRI                            | NHA                            | KAN                            | ROV                            | LVS                            | TAL                            | MAR                            | PHO                            | e.c.                           | e.c.                           |
| Résultats au Daytona 500 | Résultats au Daytona 500 | Résultats au Daytona 500 | Résultats au Daytona 500 | Résultats au Daytona 500 |
| ------------------------ | ------------------------ | ------------------------ | ------------------------ | ------------------------ |
| Année                    | L'équipe                 | Fabricant                | Position au              | Position au              |
| Année                    | L'équipe                 | Fabricant                | Départ                   | Arrivée                  |
| 2018                     | Hendrick Motorsports     | Chevrolet                | 33                       | 23                       |
| 2019                     | Hendrick Motorsports     | Chevrolet                | 1                        | 21                       |
| 2020                     | Hendrick Motorsports     | Chevrolet                | 4                        | 40                       |
| 2021                     | Hendrick Motorsports     | Chevrolet                | 2                        | 26                       |
| 2022                     | Hendrick Motorsports     | Chevrolet                | 23                       | 38                       |
| 2023                     | Hendrick Motorsports     | Chevrolet                | 21                       | 34                       |
| 2024                     | Hendrick Motorsports     | Chevrolet                | 18                       | 1                        |
| 2025                     | Hendrick Motorsports     | Chevrolet                | 5                        | 1                        |

### NASCAR Xfinity Series
Au 4 août 2025, il a participé à 43 courses sur 5 saisons :
- Dernière saison : Voiture Chevrolet no 17 de la Hendrick Motorsports
- Résultat dernière saison : 84e en 2024
- Meilleur classement en fin de saison : 1er en 2017
- Première course : PowerShares QQQ 300 de 2017 (à Daytona)
- Dernière course : saison 2025 en cours
- Première victoire : American Ethanol E15 250 de 2025 (à Iowa)
- Dernière victoire : BetMGM 300 de 2025 (à Charlotte)
- Victoire(s) : 5
- Top5 : 17
- Top10 : 27
- Pole position : 3

| Légende  | Légende |
| -------- | --- |
| Gras     | Pole position décerné par temps de qualification.                                                                                         |
| Italique | Pole position gagnés par les points au classement ou du temps d'essais.                                                                   |
| *        | Plus grand nombre de tours menés. |
| 01       | Aucun point de championnat car inéligible pour le titre lors de cette saison (le pilote concourt pour le titre dans une autre catégorie). |
| Résultats en NASCAR Xfinity Series | Résultats en NASCAR Xfinity Series | Résultats en NASCAR Xfinity Series | Résultats en NASCAR Xfinity Series | Résultats en NASCAR Xfinity Series | Résultats en NASCAR Xfinity Series | Résultats en NASCAR Xfinity Series | Résultats en NASCAR Xfinity Series | Résultats en NASCAR Xfinity Series | Résultats en NASCAR Xfinity Series | Résultats en NASCAR Xfinity Series | Résultats en NASCAR Xfinity Series | Résultats en NASCAR Xfinity Series | Résultats en NASCAR Xfinity Series | Résultats en NASCAR Xfinity Series | Résultats en NASCAR Xfinity Series | Résultats en NASCAR Xfinity Series | Résultats en NASCAR Xfinity Series | Résultats en NASCAR Xfinity Series | Résultats en NASCAR Xfinity Series | Résultats en NASCAR Xfinity Series | Résultats en NASCAR Xfinity Series | Résultats en NASCAR Xfinity Series | Résultats en NASCAR Xfinity Series | Résultats en NASCAR Xfinity Series | Résultats en NASCAR Xfinity Series | Résultats en NASCAR Xfinity Series | Résultats en NASCAR Xfinity Series | Résultats en NASCAR Xfinity Series | Résultats en NASCAR Xfinity Series | Résultats en NASCAR Xfinity Series | Résultats en NASCAR Xfinity Series | Résultats en NASCAR Xfinity Series | Résultats en NASCAR Xfinity Series | Résultats en NASCAR Xfinity Series | Résultats en NASCAR Xfinity Series | Résultats en NASCAR Xfinity Series | Résultats en NASCAR Xfinity Series | Résultats en NASCAR Xfinity Series |
| ---------------------------------- | ---------------------------------- | ---------------------------------- | ---------------------------------- | ---------------------------------- | ---------------------------------- | ---------------------------------- | ---------------------------------- | ---------------------------------- | ---------------------------------- | ---------------------------------- | ---------------------------------- | ---------------------------------- | ---------------------------------- | ---------------------------------- | ---------------------------------- | ---------------------------------- | ---------------------------------- | ---------------------------------- | ---------------------------------- | ---------------------------------- | ---------------------------------- | ---------------------------------- | ---------------------------------- | ---------------------------------- | ---------------------------------- | ---------------------------------- | ---------------------------------- | ---------------------------------- | ---------------------------------- | ---------------------------------- | ---------------------------------- | ---------------------------------- | ---------------------------------- | ---------------------------------- | ---------------------------------- | ---------------------------------- | ---------------------------------- | ---------------------------------- |
| Année                              | Équipe                             | No.                                | Constructeur                       | 1                                  | 2                                  | 3                                  | 4                                  | 5                                  | 6                                  | 7                                  | 8                                  | 9                                  | 10                                 | 11                                 | 12                                 | 13                                 | 14                                 | 15                                 | 16                                 | 17                                 | 18                                 | 19                                 | 20                                 | 21                                 | 22                                 | 23                                 | 24                                 | 25                                 | 26                                 | 27                                 | 28                                 | 29                                 | 30                                 | 31                                 | 32                                 | 33                                 | Clas.                              | Pts                                |
| 2017                               | JR Motorsports (en)                | 9                                  | Chevrolet                          | DAY 9                              | ATL 7                              | LVS 14                             | PHO 4                              | CAL 5                              | TEX 7                              | BRI 12                             | RCH 30                             | TAL 36                             | CLT 14                             | DOV 6                              | POC 12                             | MCH 2                              | IOW 1                              | DAY 1*                             | KEN 7                              | NHA 3                              | IND 1                              | IOW 9                              | GLN 10                             | MOH 25                             | BRI 22                             | ROA 6                              | DAR 5                              | RCH 7                              | CHI 33                             | KEN 18                             | DOV 3                              | CLT 16                             | KAN 4                              | TEX 9                              | PHO 1                              | HOM 3                              | 1er                                | 4034                               |
| 2022                               | JR Motorsports (en)                | 88                                 | Chevrolet                          | DAY                                | CAL                                | LVS                                | PHO                                | ATL                                | COA                                | RCH                                | MAR                                | TAL                                | DOV                                | DAR                                | TEX 2                              | CLT                                | PIR                                | NSH                                | ROA                                | ATL                                | NHA 26                             | POC                                | IND                                | MCH                                |                                    |                                    |                                    |                                    |                                    |                                    |                                    |                                    |                                    |                                    |                                    |                                    | 79e                                | 01                                 |
| 2022                               | Hendrick Motorsports               | 17                                 | Chevrolet                          |                                    |                                    |                                    |                                    |                                    |                                    |                                    |                                    |                                    |                                    |                                    |                                    |                                    |                                    |                                    |                                    |                                    |                                    |                                    |                                    |                                    | GLN 25*                            | DAY                                | DAR                                | KAN                                | BRI                                | TEX                                | TAL                                | CLT                                | LVS                                | HOM                                | MAR                                | PHO                                | 79e                                | 01                                 |
| 2023                               | Hendrick Motorsports               | 17                                 | Chevrolet                          | DAY                                | CAL                                | LVS                                | PHO                                | ATL                                | COA 2                              | RCH                                | MAR                                | TAL                                | DOV                                | DAR                                | CLT                                | PIR                                | SON                                | NSH                                | CSC                                | ATL                                | NHA                                | POC                                | ROA                                | MCH                                | IRC                                | GLN                                | DAY                                | DAR                                | KAN                                | BRI                                | TEX                                | ROV                                | LVS                                | HOM                                | MAR                                | PHO                                | 70e                                | 01                                 |
| 2024                               | Hendrick Motorsports               | 17                                 | Chevrolet                          | DAY                                | ATL                                | LVS                                | PHO 23                             | COA                                | RCH                                | MAR                                | TEX                                | TAL                                | DOV                                | DAR 11                             | CLT                                | PIR                                | SON                                | IOW                                | NHA                                | NSH                                | CSC                                | POC 3                              | IND                                | MCH                                | DAY                                | DAR                                | ATL                                | GLN 12                             | BRI                                | KAN                                | TAL                                | ROV                                | LVS                                | HOM                                | MAR                                | PHO                                | 84e                                | 01                                 |
| 2025                               | Hendrick Motorsports               | 17                                 | Chevrolet                          | DAY                                | ATL                                | COA 2                              | PHO                                | LVS                                | HOM                                | MAR                                | DAR                                | BRI                                | CAR                                | TAL                                | TEX                                | CLT 1                              | NSH                                | MXC                                | POC                                | ATL                                | CSC                                | SON                                | DOV                                | IND                                | IOW                                | GLN                                | DAY                                | PIR                                | GTW                                | BRI                                | KAN                                | ROV                                | LVS                                | TAL                                | MAR                                | PHO                                | e.c.                               | 01                                 |

### NASCAR Truck Series
Au 4 août 2025, il a participé à 31 courses sur 6 saisons :
- Dernière saison : Chevrolet no 7 de la Spire Motorsports en 2025
- Résultat dernière saison : 88e en 2023
- Meilleur classement en fin de saison : 5e en 2016
- Première course : Lucas Oil 150 en 2015 (à Phoenix)
- Dernière course : Heart of Health Care 200 en 2025 (au Kansas)
- Première victoire : Toyota Tundra 250 en 2016 (à Kansas)
- Dernière victoire : Blue-Emu Maximum Pain Relief 200 en 2022 (à Martinsville)
- Victoire(s) : 8
- Top5 : 15
- Top10 : 20
- Pole position : 3

| Légende  | Légende |
| -------- | --- |
| Gras     | Pole position décerné par temps de qualification.                                                                                         |
| Italique | Pole position gagnés par les points au classement ou du temps d'essais.                                                                   |
| *        | Plus grand nombre de tours menés. |
| 01       | Aucun point de championnat car inéligible pour le titre lors de cette saison (le pilote concourt pour le titre dans une autre catégorie). |
| Résultats en NASCAR Camping World Truck Series | Résultats en NASCAR Camping World Truck Series | Résultats en NASCAR Camping World Truck Series | Résultats en NASCAR Camping World Truck Series | Résultats en NASCAR Camping World Truck Series | Résultats en NASCAR Camping World Truck Series | Résultats en NASCAR Camping World Truck Series | Résultats en NASCAR Camping World Truck Series | Résultats en NASCAR Camping World Truck Series | Résultats en NASCAR Camping World Truck Series | Résultats en NASCAR Camping World Truck Series | Résultats en NASCAR Camping World Truck Series | Résultats en NASCAR Camping World Truck Series | Résultats en NASCAR Camping World Truck Series | Résultats en NASCAR Camping World Truck Series | Résultats en NASCAR Camping World Truck Series | Résultats en NASCAR Camping World Truck Series | Résultats en NASCAR Camping World Truck Series | Résultats en NASCAR Camping World Truck Series | Résultats en NASCAR Camping World Truck Series | Résultats en NASCAR Camping World Truck Series | Résultats en NASCAR Camping World Truck Series | Résultats en NASCAR Camping World Truck Series | Résultats en NASCAR Camping World Truck Series | Résultats en NASCAR Camping World Truck Series | Résultats en NASCAR Camping World Truck Series | Résultats en NASCAR Camping World Truck Series | Résultats en NASCAR Camping World Truck Series | Résultats en NASCAR Camping World Truck Series | Résultats en NASCAR Camping World Truck Series | Résultats en NASCAR Camping World Truck Series |
| ---------------------------------------------- | ---------------------------------------------- | ---------------------------------------------- | ---------------------------------------------- | ---------------------------------------------- | ---------------------------------------------- | ---------------------------------------------- | ---------------------------------------------- | ---------------------------------------------- | ---------------------------------------------- | ---------------------------------------------- | ---------------------------------------------- | ---------------------------------------------- | ---------------------------------------------- | ---------------------------------------------- | ---------------------------------------------- | ---------------------------------------------- | ---------------------------------------------- | ---------------------------------------------- | ---------------------------------------------- | ---------------------------------------------- | ---------------------------------------------- | ---------------------------------------------- | ---------------------------------------------- | ---------------------------------------------- | ---------------------------------------------- | ---------------------------------------------- | ---------------------------------------------- | ---------------------------------------------- | ---------------------------------------------- | ---------------------------------------------- |
| Année                                          | Équipe                                         | No.                                            | Constructeur                                   | 1                                              | 2                                              | 3                                              | 4                                              | 5                                              | 6                                              | 7                                              | 8                                              | 9                                              | 10                                             | 11                                             | 12                                             | 13                                             | 14                                             | 15                                             | 16                                             | 17                                             | 18                                             | 19                                             | 20                                             | 21                                             | 22                                             | 23                                             | 24                                             | 25                                             | Clas.                                          | Pts                                            |
| 2015                                           | Kyle Busch Motorsports (en)                    | 9                                              | Toyota                                         | DAY                                            | ATL                                            | MAR                                            | KAN                                            | CLT                                            | DOV                                            | TEX                                            | GTW                                            | IOW                                            | KEN                                            | ELD                                            | POC                                            | MCH                                            | BRI                                            | MSP                                            | CHI                                            | NHA                                            | LVS                                            | TAL                                            | MAR                                            | TEX                                            | PHO 31                                         | HOM                                            |                                                |                                                | 78e                                            | 13                                             |
| 2016                                           | Kyle Busch Motorsports (en)                    | 9                                              | Toyota                                         | DAY 13                                         | ATL 32                                         | MAR 3                                          | KAN 1                                          | DOV 11*                                        | CLT 10                                         | TEX 1                                          | IOW 1*                                         | GTW 17*                                        | KEN 1*                                         | ELD 14                                         | POC 1*                                         | BRI 4                                          | MCH 4                                          | MSP 10                                         | CHI 30                                         | NHA 1*                                         | LVS 5                                          | TAL 10                                         | MAR 8                                          | TEX 6                                          | PHO 27*                                        | HOM 1                                          |                                                |                                                | 5e                                             | 2199                                           |
| 2021                                           | Rackley WAR (en)                               | 27                                             | Chevrolet                                      | DAY                                            | DAY                                            | LVS                                            | ATL                                            | BRI                                            | RCH                                            | KAN                                            | DAR                                            | COA                                            | CLT                                            | TEX                                            | NSH 36                                         | POC                                            | KNX                                            | GLN                                            | GTW                                            | DAR                                            | BRI                                            | LVS                                            | TAL                                            | MAR                                            | PHO                                            |                                                |                                                |                                                | 116e                                           | 01                                             |
| 2022                                           | Spire Motorsports (en)                         | 7                                              | Chevrolet                                      | DAY                                            | LVS                                            | ATL                                            | COA                                            | MAR 1*                                         | BRI                                            | DAR                                            | KAN                                            | TEX                                            | CLT                                            | GTW                                            | SON                                            | KNO                                            | NSH                                            | MOH                                            | POC                                            | IRP                                            | RCH                                            | KAN                                            | BRI                                            | TAL                                            | HOM                                            | PHO                                            |                                                |                                                | 88e                                            | 01                                             |
| 2023                                           | Kyle Busch Motorsports                         | 51                                             | Chevrolet                                      | DAY                                            | LVS                                            | ATL                                            | COA                                            | TEX                                            | BRD 3                                          | MAR                                            | KAN                                            | DAR 4                                          | NWS 11                                         | CLT                                            | GTW                                            | NSH                                            | MOH                                            | POC                                            | RCH                                            | IRP                                            | MLW                                            | KAN                                            | BRI                                            | TAL                                            | HOM                                            | PHO                                            |                                                |                                                | 88e                                            | 01                                             |
| 2025                                           | Spire Motorsports                              | 7                                              | Chevrolet                                      | DAY                                            | ATL                                            | LVS                                            | HOM                                            | MAR 14                                         | BRI                                            | CAR                                            | TEX                                            | KAN 2                                          | NWS                                            | CLT                                            | NSH                                            | MCH                                            | POC                                            | LRP                                            | IRP                                            | GLN                                            | RCH                                            | DAR                                            | BRI                                            | NHA                                            | ROV                                            | TAL                                            | MAR                                            | PHO                                            | e.c.                                           | e.c.                                           |

### ARCA MENARDS Series
Byron a participé à 4 courses sur 2 saisons.
- Dernière saison : Voiture Toyota no 15 et no 55 de la Venturini Motorsports en 2016
- Résultat dernière saison : 58e en 2016
- Meilleur classement en fin de saison : 58e en 2016
- Victoire(s) : 0
- Top5 : 2
- Top10 : 3
- Pole position : 1

| Résultats en ARCA Racing Series | Résultats en ARCA Racing Series | Résultats en ARCA Racing Series | Résultats en ARCA Racing Series | Résultats en ARCA Racing Series | Résultats en ARCA Racing Series | Résultats en ARCA Racing Series | Résultats en ARCA Racing Series | Résultats en ARCA Racing Series | Résultats en ARCA Racing Series | Résultats en ARCA Racing Series | Résultats en ARCA Racing Series | Résultats en ARCA Racing Series | Résultats en ARCA Racing Series | Résultats en ARCA Racing Series | Résultats en ARCA Racing Series | Résultats en ARCA Racing Series | Résultats en ARCA Racing Series | Résultats en ARCA Racing Series | Résultats en ARCA Racing Series | Résultats en ARCA Racing Series | Résultats en ARCA Racing Series | Résultats en ARCA Racing Series | Résultats en ARCA Racing Series | Résultats en ARCA Racing Series | Résultats en ARCA Racing Series |
| ------------------------------- | ------------------------------- | ------------------------------- | ------------------------------- | ------------------------------- | ------------------------------- | ------------------------------- | ------------------------------- | ------------------------------- | ------------------------------- | ------------------------------- | ------------------------------- | ------------------------------- | ------------------------------- | ------------------------------- | ------------------------------- | ------------------------------- | ------------------------------- | ------------------------------- | ------------------------------- | ------------------------------- | ------------------------------- | ------------------------------- | ------------------------------- | ------------------------------- | ------------------------------- |
| Année                           | Équipe                          | No.                             | Constructeur                    | 1                               | 2                               | 3                               | 4                               | 5                               | 6                               | 7                               | 8                               | 9                               | 10                              | 11                              | 12                              | 13                              | 14                              | 15                              | 16                              | 17                              | 18                              | 19                              | 20                              | Clas.                           | Pts                             |
| 2014                            | Venturini Motorsports (en)      | 55                              | Toyota                          | DAY                             | MOB                             | NSH                             | SLM                             | TAL                             | TOL                             | NJE                             | POC                             | MCH                             | CHI                             | WIN                             | IOW                             | IRP 2*                          | POC                             | BLN                             | ISF                             | DSF                             | SLM                             | KEN 32                          | KAN                             | e                               |                                 |
| 2016                            | Venturini Motorsports (en)      | 55                              | Toyota                          | DAY 2                           | NSH                             | SLM                             | TAL                             | TOL                             | NJE                             |                                 |                                 |                                 |                                 |                                 |                                 |                                 |                                 |                                 |                                 |                                 |                                 |                                 |                                 | e                               |                                 |
| 2016                            | Venturini Motorsports (en)      | 15                              | Toyota                          |                                 |                                 |                                 |                                 |                                 |                                 | POC 8                           | MCH                             | MAD                             | WIN                             | IOW                             | IRP                             | POC                             | BLN                             | ISF                             | DSF                             | SLM                             | CHI                             | KEN                             | KAN                             | e                               |                                 |

### K&N Pro Series
| Résultats en NASCAR K&N Pro Series East | Résultats en NASCAR K&N Pro Series East   | Résultats en NASCAR K&N Pro Series East | Résultats en NASCAR K&N Pro Series East | Résultats en NASCAR K&N Pro Series East | Résultats en NASCAR K&N Pro Series East | Résultats en NASCAR K&N Pro Series East | Résultats en NASCAR K&N Pro Series East | Résultats en NASCAR K&N Pro Series East | Résultats en NASCAR K&N Pro Series East | Résultats en NASCAR K&N Pro Series East | Résultats en NASCAR K&N Pro Series East | Résultats en NASCAR K&N Pro Series East | Résultats en NASCAR K&N Pro Series East | Résultats en NASCAR K&N Pro Series East | Résultats en NASCAR K&N Pro Series East | Résultats en NASCAR K&N Pro Series East | Résultats en NASCAR K&N Pro Series East | Résultats en NASCAR K&N Pro Series East | Résultats en NASCAR K&N Pro Series East |
| --------------------------------------- | ----------------------------------------- | --------------------------------------- | --------------------------------------- | --------------------------------------- | --------------------------------------- | --------------------------------------- | --------------------------------------- | --------------------------------------- | --------------------------------------- | --------------------------------------- | --------------------------------------- | --------------------------------------- | --------------------------------------- | --------------------------------------- | --------------------------------------- | --------------------------------------- | --------------------------------------- | --------------------------------------- | --------------------------------------- |
| Année                                   | Équipe                                    | No.                                     | Constructeur                            | 1                                       | 2                                       | 3                                       | 4                                       | 5                                       | 6                                       | 7                                       | 8                                       | 9                                       | 10                                      | 11                                      | 12                                      | 13                                      | 14                                      | Clas.                                   | Pts                                     |
| 2015                                    | HScott Motorsports with Justin Marks (en) | 9                                       | Chevrolet                               | NSM 7                                   | GRE 1*                                  | BRI 2                                   | IOW 1*                                  | BGS 15                                  | LGY 1*                                  | COL 14                                  | NHA 1                                   | IOW 13                                  | GLN 7                                   | MOT 8*                                  | VIR 10                                  | RCH 6                                   | DOV 9                                   | 1er                                     | 546                                     |
| Résultats en NASCAR K&N Pro Series West | Résultats en NASCAR K&N Pro Series West   | Résultats en NASCAR K&N Pro Series West | Résultats en NASCAR K&N Pro Series West | Résultats en NASCAR K&N Pro Series West | Résultats en NASCAR K&N Pro Series West | Résultats en NASCAR K&N Pro Series West | Résultats en NASCAR K&N Pro Series West | Résultats en NASCAR K&N Pro Series West | Résultats en NASCAR K&N Pro Series West | Résultats en NASCAR K&N Pro Series West | Résultats en NASCAR K&N Pro Series West | Résultats en NASCAR K&N Pro Series West | Résultats en NASCAR K&N Pro Series West | Résultats en NASCAR K&N Pro Series West | Résultats en NASCAR K&N Pro Series West | Résultats en NASCAR K&N Pro Series West | Résultats en NASCAR K&N Pro Series West | Résultats en NASCAR K&N Pro Series West | Résultats en NASCAR K&N Pro Series West |
| --------------------------------------- | ----------------------------------------- | --------------------------------------- | --------------------------------------- | --------------------------------------- | --------------------------------------- | --------------------------------------- | --------------------------------------- | --------------------------------------- | --------------------------------------- | --------------------------------------- | --------------------------------------- | --------------------------------------- | --------------------------------------- | --------------------------------------- | --------------------------------------- | --------------------------------------- | --------------------------------------- | --------------------------------------- | --------------------------------------- |
| Année                                   | Équipe                                    | No.                                     | Constructeur                            | 1                                       | 2                                       | 3                                       | 4                                       | 5                                       | 6                                       | 7                                       | 8                                       | 9                                       | 10                                      | 11                                      | 12                                      | 13                                      | 14                                      | Clas.                                   | Pts                                     |
| 2014                                    | HScott Motorsports with Justin Marks (en) | 91                                      | Chevrolet                               | KCR                                     | IRW                                     | TUS                                     | IOW                                     | SHA                                     | SON 5                                   | SLS                                     | IOW                                     | EVG                                     | CNS                                     | MER                                     | AAS                                     | PHO 2                                   |                                         | 35e                                     | 70                                      |
| 2018                                    | Leavine Family Racing (en)                | 12                                      | Chevrolet                               | KCR                                     | TUS                                     | TUS                                     | OSS                                     | CNS                                     | SON 3                                   | DCS                                     | IOW                                     | EVG                                     | GTW                                     | LVS                                     | MER                                     | AAS                                     | KCR                                     | 32e                                     | 41                                      |

### Palmarès

#### Titres et victoires
- 2015 : Champion NASCAR K&N Pro Series East avec 4 victoires ;
- 2016 : Sept victoires en Truck Series ;
- 2017 : Champion Xfinity Series avec 4 victoires ;
- 2019 : Pole position au Daytona 500 en 2019 ;
- 2020 : Victoire au Bluegreen Vacations Duel en NASCAR Cup Series ;
- 2021 : Victoire au Coke Zero Sugar 400 en NASCAR Cup Series ;
- 2022 : Victoires (2) Folds of Honor QuikTrip 500 et au Blue-Emu Maximum Pain Relief 400 en NASCAR Cup Series ainsi qu'une victoire en Truck Series au Blue-Emu Maximum Pain Relief 200 ;
- 2023 : Victoires (5) au Pennzoil 400, au United Rentals Work United 500, au Goodyear 400, au Quaker State 400, au Go Bowling at the Glen et à l' Autotrader EchoPark Automotive 400 en NASCAR Cup Series ;
- 2024 : Victoires (3) au Daytona 500, au EchoPark Automotive Grand Prix at COTA et au Cook Out 400 en NASCAR Cup Series ;
- 2025 : Victoire (2) au Daytona 500 et au Iowa Corn 350 en NASCAR Cup Series, BetMGM 300 en Xfinity Series.

#### Récompenses
- 2015 : NASCAR K&N Pro Series East
  - Rookie of the Year (meilleur débutant de la saison).
- 2016 : NASCAR Camping World Truck Series
  - Rookie of the Year ;
  - Record du plus grand nombre de victoires (7) par un débutant sur une saison.
- 2017 NASCAR Xfinity Series
  - Rookie of the Year.
- 2018 NASCAR Cup Series
  - Rookie of the Year.